# Пахачинский хребет
Пахачинский хребет — один из основных хребтов Корякского нагорья, высотой до 1715 метра и длиной 100 км.

## История исследования
Первым из европейцев весной 1697 хребет пересек со своими людьми атаман Владимир Атласов во время Камчатской экспедиции. Впоследствии А. Васьковский в своих работах по изучению Корякского нагорья вместо значительной по протяженности Корякской цепи выделил и назвал ряд разноориентированных хребтов — Ветвейский (как самый крупный — 350 км), Пахачинский (100 км), почти меридиональный Южно-Майнский (190 км) и широтные кулисообразно расположенные Койвэ-рэланский и Мейныпильгынский (длина каждого из них составляет 150—200 км).